# Themeda huttonensis
Themeda huttonensis är en gräsart som beskrevs av Norman Loftus Bor. Themeda huttonensis ingår i släktet Themeda och familjen gräs. Inga underarter finns listade i Catalogue of Life.